# جيمس بي. رامزي
جيمس بي. رامزي هو اقتصادي كندي، ولد في 1937.